# An Sơn, Liêu Ninh
An Sơn hay Yên Sơn (tiếng Trung: 鞍山; bính âm: Ānshān; nghĩa là 'núi yên ngựa') là một địa cấp thị ở tỉnh Liêu Ninh, Trung Quốc. Dân số: 3,6 triệu người.

## Vị trí
Yên Sơn nằm ở trung tâm tỉnh Liêu Ninh, đây là một thành phố mở ở trên bán đảo Liêu Đông. An Sơn có diện tích khoảng 9252 km2. Khoảng cách dài nhất từ phía Bắc của An Sơn đến phía Nam là 175 km, khoảng cách Tây-Đông là 133 km. An Sơn cách tỉnh lỵ Thẩm Dương khoảng 89 km về phía Nam.

## Hành chính
An Sơn quản lí trực tiếp 4 quận, 1 huyện, 1 huyện tự trị và quản lí đại thể 1 thành phố cấp huyện.
- Quận: Thiết Đông (铁东区), Thiết Tây (铁西区), Lập Sơn (立山区), Thiên Sơn (千山区)
- Huyện: Đài An (台安县)
- Huyện tự trị: Huyện tự trị dân tộc Mãn Tụ Nham (岫岩满族自治县)
- Thành phố cấp huyện: Hải Thành (海城市)